# Conquest (Album)
Conquest (englisch für „Eroberung“) ist das 13. Studioalbum der britischen Rockband Uriah Heep. Es erschien erstmals im Februar 1980.

## Hintergrund
Uriah Heep befanden sich Ende der 1970er Jahre im Wandel. Die Band hatte sich mit ihrem Sänger John Lawton einen Pop-orientierteren Sound zugelegt, damit jedoch einen Teil ihrer Ur-Fanbasis vergrault. John Lawton konnte laut Ken Hensley ihren charismatischen ersten Leadsänger David Byron nicht ersetzen.
Schlagzeuger Lee Kerslake schloss sich Ozzy Osbourne an und kehrte erst 1982 zu Uriah Heep zurück. Chris Slade (vormals Manfred Mann’s Earth Band und später AC/DC) nahm seinen Platz an den Drums ein.
1979 war ein viertes Album mit John Lawton geplant, elf Songs wurden aufgenommen. Da Lawton jedoch entlassen wurde, wurde auch das Album verworfen. Drei der Songs, Fools, Been Hurt und Feelings, wurden nochmals mit John Sloman aufgenommen. Die Demo-Aufnahmen des verworfenen Lawton-Albums erschienen später als Ten Miles High oder The Lost John Lawton Album als Bootlegs.
Ken Hensleys Plan, den 22-jährigen Waliser John Sloman als „neuen“ David Byron zu positionieren, ging nicht auf. Sloman zeigte eine laxe Arbeitseinstellung, hielt sich nicht an Vorgaben und interpretierte Lieder eigensinnig.
Da sich die Chemie zwischen Ken Hensley und seinen Bandmitgliedern erneut verschlechterte, verließ er Uriah Heep nach Conquest, ebenso taten dies John Sloman und Chris Slade. Mick Box übernahm dann die Führungsrolle in der Band und musste fast alle Positionen neu besetzen.
Das Albumcover zitiert die Fotografie Raising the Flag on Iwo Jima.

## Singles
Aus dem Album wurden vier Singles ausgekoppelt: Carry On im Januar 1980 (UK), Feelings im März 1980 (DE), Love Stealer im Juni 1980 (UK) und Think It Over im Januar 1981 (UK).

## Titelliste
| Nr.          | Titel                       | Autor(en)                            | Länge |
| ------------ | --------------------------- | ------------------------------------ | ----- |
| 1.           | No Return                   | Trevor Bolder, Mick Box, Ken Hensley | 6:07  |
| 2.           | Imagination                 | Hensley                              | 5:49  |
| 3.           | Feelings                    | Hensley                              | 5:26  |
| 4.           | Fools                       | Bolder                               | 5:03  |
| 5.           | Carry On                    | Hensley                              | 3:57  |
| 6.           | Won’t Have to Wait Too Long | Bolder, Box, Hensley                 | 4:54  |
| 7.           | Out on the Street           | Hensley                              | 5:57  |
| 8.           | It Ain’t Easy               | Bolder                               | 5:45  |
| Gesamtlänge: | Gesamtlänge:                | Gesamtlänge:                         | 42:58 |

Conquest wurde 1997 und 2004, je mit Bonustracks, erneut veröffentlicht.

## Mitwirkende
- John Sloman – Leadgesang
- Ken Hensley – Gitarre
- Mick Box – Gitarre
- Trevor Bolder – Bass
- Chris Slade – Schlagzeug

## Rezeption

### Rezensionen
Conquest erhielt gemischte Kritiken. Man merke der Band den Umbruch an, das Album habe keine wirklich neuen Ideen. Powermetal.de nennt es in seiner Kritik ein „in Teilen ansprechendes Werk“. Ein Werk mit wenigen Hits, das jedoch „nicht so schlecht wie sein Ruf“ sei.

### Charts und Chartplatzierungen
Conquest konnte sich aufgrund eines Importstopps als zweites Studioalbum der Band nicht in den US-Billboard-Charts platzieren. Zumindest konnte Uriah Heep wieder ein Studioalbum in ihren Heimatcharts platzieren, nachdem alle drei John-Lawton-Alben diese verfehlten.
| ChartsChartplatzierungen     | Höchstplatzierung | Wochen |
| ---------------------------- | ----------------- | ------ |
| Deutschland (GfK)            | 33 (10 Wo.)       | 10     |
| Vereinigtes Königreich (OCC) | 37 (3 Wo.)        | 3      |